# فرودگاه پالما د مایورکا
فرودگاه پالما دو مالروکا (به انگلیسی: Palma de Mallorca Airport) (به زبان بومی: Aeroport de Palma de Mallorca) یک فرودگاه همگانی و نظامی مسافربری با کد یاتا PMI است که یک باند فرود آسفالت دارد و طول باند آن ۳۲۷۰ متر است. این فرودگاه در شهر پالما د مایورکا کشور اسپانیا قرار دارد و در ارتفاع ۷ متری از سطح دریا واقع شده‌است. این فرودگاه همچنین آشیانه خطوط هوایی بین‌المللی فوتورا بود که از سال ۱۹۸۹ تا سال ۲۰۰۸ فعالیت داشت.

## شرکت‌های هواپیمایی و مقصدهای پروازی

### مسافری
| شرکت‌های هواپیمایی                                     | مقصدهای پروازی | Module |
| ----------------------------------------------------- | --- | ------ |
| ایر لینگاس                                            | فصلی: شهری جورج بست بلفاست، کرک، دوبلین | A      |
| هواپیمایی الجزایر                                     | هواری بومدین | A      |
| ایربالتیک                                             | فصلی: ریگا | D      |
| ایر اروپا                                             | آلیکانته-الچه، آلمریا، آستوریاس، بارسلونا-ال پرات، بیلبائو، فدریکو گارسیا لورکا، مادرید-باراخاس، منورکا، اورلی، سانتیاگو د کمپوستلا، سن پابلو، والنسیا، والادولید، ساراگوسا فصلی: ایبیزا، مالاگا، سالامانکا Seasonal charter: دوبلین، منچستر، شنن, بن گوریون | D      |
| ایر فرانس                                             | شارل دوگل پاریس | A      |
| ایر عربیا مغرب                                        | فصلی: ناظور | A      |
| ایر صربیا اجرا توسط ایر صربیا                         | چارتر فصلی: بلگراد نیکولا تسلا | D      |
| آلبااستار                                             | ابن بطوطه طنجه چارتر فصلی: بیرمنگام، کرک، بن گوریون | A      |
| آلبااستار                                             | چارتر فصلی: اوریو آل سریو، بلوونی گوگلیلمو مارکونی، میلانو مالپنسا، ورونا، ونیز مارکو پولو | D      |
| آلیتالیا                                              | فصلی: لینیت، لئوناردو دا وینچی-فیومیچینو چارتر فصلی: بلوونی گوگلیلمو مارکونی | D      |
| ای‌اس‌ال ایرلاینز ایرلند                                | چارتر فصلی: دری، دوبلین | A      |
| Azur Air Germany                                      | چارتر: برلین شونفلد، دوسلدورف، مونیخ | TBA    |
| بلو ایر                                               | فصلی: تورین کاسله چارتر: ترایان وویا | D      |
| بلو پاناروما ایرلاینز اجرا توسط بلو پاناروما ایرلاینز | چارتر فصلی: بلوونی گوگلیلمو مارکونی، کاتانیا-فونتاناروسا، میلانو مالپنسا، لئوناردو دا وینچی-فیومیچینو، تورین کاسله | D      |
| بریتیش ایرویز                                         | هیترو لندن | A      |
| بریتیش ایرویز اجرا توسط بی‌ای سیتی‌فلایر                | لندن سی‌تی فصلی: بیرمنگام، بریستول، ادینبرو، استانستد لندن، منچستر چارتر فصلی: آبردین، ادینبرو، گلاسگو | A      |
| بروکسل ایرلاینز                                       | فصلی: بروکسل | D      |
| بلغاریا ایر                                           | صوفیه | A      |
| CityJet                                               | چارتر فصلی: دوبلین | A      |
| کوندور فلوگدینست                                      | منچستر | A      |
| کوندور فلوگدینست                                      | فرانکفورت، هانوفر فصلی: برلین شونفلد، کلن بن، دوسلدورف، هامبورگ، لایپزیگ/هال، مونیخ، اشتوتگارت | C      |
| Corendon Dutch Airlines                               | فصلی: اسخیپول آمستردام | D      |
| چک ایرلاینز                                           | چارتر فصلی: لئوس جانسیک استراوا، پراگ رازیون | D      |
| ایزی‌جت                                                | بریستول، جان لنون لیورپول، گاتویک، لوتن لندن، استانستد لندن، منچستر فصلی: بلفاست، ادینبرو، گلاسگو، جنوبی لندن، نیوکاسل | A      |
| ایزی‌جت                                                | اسخیپول آمستردام (پایان در ۲۸ اکتبر ۲۰۱۷), برلین شونفلد، ژنو، هامبورگ فصلی: بوردو–مریگناک، لیون-سینت اگزوپری، میلانو مالپنسا، ناپل، نیس کوت دازور، شارل دوگل پاریس، لئوناردو دا وینچی-فیومیچینو، تولوز-بلانیاک، ونیز مارکو پولو | C      |
| easyJet Switzerland                                   | بازل-مولوز-فرایبورگ اروپا، ژنو | C      |
| ادلوایس ایر                                           | زوریخ | C      |
| انتر ایر                                              | گدایسک لخ والسا، کاتوویتس، پوزنان-لاویکا فصلی: رزسزاوشو-جسینکا | D      |
| یورو وینگز                                            | مونیخ، وین فصلی: بازل-مولوز-فرایبورگ اروپا، دورتموند، درسدن، دوسلدورف، گراتس، هانوفر، کارلسروهه/بادن-بادن، لایپزیگ/هال، مانستر اوسنابروک، نورنبرگ، پادربورن لیپشتات، زاربروکن، زالتسبورگ | D      |
| یورو وینگز                                            | کلن بن، هامبورگ، لایپزیگ/هال، مونیخ، مانستر اوسنابروک، نورنبرگ، اشتوتگارت فصلی: بازل-مولوز-فرایبورگ اروپا، برمن، فریدریش هافن، کارلسروهه/بادن-بادن، پادربورن لیپشتات، زاربروکن | C      |
| یورو وینگز اجرا توسط جرمن‌وینگز                        | کلن بن، دوسلدورف، هانوفر فصلی: برلین تگل، درسدن، دورتموند، گراتس، هامبورگ، اشتوتگارت | D      |
| Evelop Airlines                                       | چارتر فصلی: ورنس تروندهایم |        |
| فن‌ایر                                                 | فصلی: هلسینکی، کمی تورنیو, اولو (آغاز از ۲۰ ژوئن ۲۰۱۸) | D      |
| فلای‌بی                                                | فصلی: دونکاستر شفیلد رابین‌هود، اکستر، ساوت‌همپتون | A      |
| جرمنیا                                                | برمن، ارفورت-وایمار، فریدریش هافن فصلی: Cuxhaven/Nordholz (آغاز از ۲۲ سپتامبر ۲۰۱۷)، دورتموند، درسدن، دوسلدورف، ماستریخت آخن، مونپلیه - مدیترانه، مانستر اوسنابروک، نورنبرگ، روستوک-لاگه، استراسبورگ | C, D   |
| جرمنیا فلوگ                                           | زوریخ | C, D   |
| Helvetic Airways                                      | فصلی: برن، سیون | D      |
| ایبریا ایرلاین اجرا توسط ایر نوستروم                  | آلیکانته-الچه، ال لیدا-الگوآیره، ایبیزا، منورکا، سانتیاگو د کمپوستلا، والنسیا فصلی: باداخوس، پامپلونا، سالامانکا چارتر فصلی: ویتوریا | B      |
| ایبریا اکسپرس                                         | مادرید-باراخاس فصلی: اشتوتگارت | A, D   |
| جت۲.کام                                               | فصلی: بلفاست، بیرمنگام، ایست میدلند، ادینبرو، گلاسگو، لیدز برادفورد، استانستد لندن، منچستر، نیوکاسل | A      |
| jetXtra.com اجرا توسط بی‌ای سیتی‌فلایر                  | چارتر فصلی: هامبرساید | A      |
| لوفت‌هانزا                                             | فصلی: فرانکفورت، مونیخ | D      |
| لوکزایر                                               | لوگزامبورگ - فیندل | D      |
| مریدیانا                                              | فصلی: میلانو مالپنسا، ناپل، لئوناردو دا وینچی-فیومیچینو چارتر فصلی: تورین کاسله | D      |
| Neos                                                  | بلوونی گوگلیلمو مارکونی، میلانو مالپنسا، ورونا | D      |
| نروجین ایر شاتل اجرا توسط Norwegian Air International | کپنهاگ، گوتنبرگ-لاندوتر، هلسینکی، گاتویک، مونیخ، گاردرموئن اسلو، استکهلم-آرلاندا فصلی: آلبورگ، بارسلونا-ال پرات، دوسلدورف، هانوفر، مادرید-باراخاس، چارتر فصلی: ورنس تروندهایم | A, C   |
| Orbest                                                | چارتر فصلی: لیسبون پورتلا، فرنسیسکو جسا کارنئیرو | A      |
| پریمرا ایر                                            | آلبورگ چارتر فصلی: گوتنبرگ-لاندوتر، شارل دوگل پاریس | D      |
| رایان‌ایر                                              | استانستد لندن، منچستر فصلی: بیرمنگام، بورنموث، بریستول، کرک، دوبلین، ایست میدلند، ادینبرو، لیدز برادفورد، جان لنون لیورپول، نیوکاسل، گلاسگو پرستویک، شنن | A      |
| رایان‌ایر                                              | بارسلونا-ال پرات، برلین شونفلد، برمن، بروکسل جنوب شرلروآ، کلن بن، دورتموند، آیندهوون، فرانکفورت، فرانکفورت-هان، کارلسروهه/بادن-بادن، مادرید-باراخاس، ممینگن، سانتیاگو د کمپوستلا، سن پابلو، والنسیا، وارساو مادلن فصلی: باووایس-تیلی، اوریو آل سریو، بیلاند، بلوونی گوگلیلمو مارکونی، ام.آر. استفانیک، بروکسل، جیرونا-کاستا براوا، گوتنبرگ-لاندوتر، کاناس، جان پل دوم کراکوف-بالیس، مالاگا، مارسی پروانس، فرنسیسکو جسا کارنئیرو، پوزنان-لاویکا، رئوس، چمپینو، رم، سانتاندر، استکهلم-اسکاوستا، ویزه، وروتسواف کوپرنیکوس | D      |
| اس۷ ایرلاینز                                          | دوموده‌دوو | D      |
| هواپیمایی اسکاندیناوی                                 | کپنهاگ، گاردرموئن اسلو، استکهلم-آرلاندا فصلی: گوتنبرگ-لاندوتر چارتر فصلی: ورنس تروندهایم | D      |
| اسکای‌ورک ایرلاینز                                     | برن | A      |
| Small Planet Airlines                                 | منچستر، چارتر فصلی: ویلنیوس | D      |
| اسمال پلنت ایرلاینز                                   | چارتر فصلی: کاتوویتس، شوپن ورشو، وروتسواف کوپرنیکوس | D      |
| اسمارت‌وینگز اجرا توسط تراول سرویس ایرلاینز            | پراگ رازیون فصلی: برنو-تورانی، لیل، لئوس جانسیک استراوا | D      |
| اسمارت‌وینگز اجرا توسط تراول سرویس                     | فصلی: ام.آر. استفانیک، کوشیتسه | D      |
| سان‌اکسپرس دویچلند                                     | فرانکفورت، مونیخ، نورنبرگ فصلی: دوسلدورف (آغاز از ۲ اکتبر ۲۰۱۷)، هانوفر (آغاز از ۵ اکتبر ۲۰۱۷)، لایپزیگ/هال (آغاز از ۴ اکتبر ۲۰۱۷) | D      |
| سوئیس اینترنشنال ایرلاینز                             | ژنو، زوریخ | D      |
| تاروم                                                 | فصلی: هنری کواندا | D      |
| Thomas Cook Airlines                                  | فصلی: آبردین، بلفاست، بیرمنگام، بریستول، ایست میدلند، اکستر، گلاسگو، گاتویک، لوتن لندن، استانستد لندن، منچستر، نیوکاسل | A      |
| Thomas Cook Airlines operated By Avion Express        | فصلی: کاردیف، دونکاستر شفیلد رابین‌هود | A      |
| Thomas Cook Airlines Scandinavia                      | چارتر فصلی: آلبورگ، فلسلند برگن، بیلاند، دالا، کپنهاگ، گوتنبرگ-لاندوتر، هلسینکی، کارلشته، مالمو، اوربرو، گاردرموئن اسلو، اولو، استکهلم-آرلاندا، ورنس تروندهایم | C      |
| Thomson Airways                                       | فصلی: آبردین، بلفاست، بیرمنگام، بورنموث، بریستول، کاردیف، دونکاستر شفیلد رابین‌هود، ایست میدلند، ادینبرو، اکستر، گلاسگو، هامبرساید، لیدز برادفورد، گاتویک، لوتن لندن، استانستد لندن، منچستر، نیوکاسل، نوریچ Seasonal charter: دوبلین، اینورنس، جان لنون لیورپول | A      |
| ترانساویا.کام                                         | مونیخ فصلی: اسخیپول آمستردام، آیندهوون، خرونینگن ایلده، روتردام دی‌هیگ | C      |
| ترنسویا فرانس                                         | فصلی: نانت آتلانتیک چارتر فصلی: متز-نانسی-لورن | C      |
| تراول سرویس ایرلاینز                                  | فصلی: وروتسواف کوپرنیکوس | D      |
| Travel Service Polska                                 | فصلی: بوداپست فرنک لیست | D      |
| TUI fly Belgium                                       | بروکسل جنوب شرلروآ، شارل دوگل پاریس فصلی: بروکسل، لیژ، اوستند-بروگس | A, D   |
| تی‌یوآی‌فلای                                            | فصلی: بازل-مولوز-فرایبورگ اروپا، کلن بن، دوسلدورف، فرانکفورت، هانوفر، کارلسروهه/بادن-بادن، مونیخ، زاربروکن، اشتوتگارت | D      |
| تی‌یوآی ایرلاینز نیدرلندز                              | چارتر فصلی: اسخیپول آمستردام | D      |
| تی‌یوآی‌فلای نوردیک                                     | چارتر فصلی: کپنهاگ، هلسینکی، مالمو، نورشوپینگ، گاردرموئن اسلو، استکهلم-آرلاندا | D      |
| هواپیمایی بین‌المللی اوکراین                           | فصلی: بوریسپیل | D      |
| اورال ایرلاینز                                        | فصلی: دوموده‌دوو | D      |
| ولوتی                                                 | فصلی: آستوریاس، باری، بیلبائو، بوردو–مریگناک، کریستف کلمب جنوا، لیل، نانت آتلانتیک، پالرمو، گالیله، ساوت‌همپتون، تولوز-بلانیاک، تورین کاسله، ونیز مارکو پولو، ورونا، فیگو-پینادور، ساراگوسا چارتر فصلی: جنوبی لندن | A,C,D  |
| ویولینگ                                               | آلیکانته-الچه، بارسلونا-ال پرات، بیلبائو، فدریکو گارسیا لورکا، خرز، ساراگوسا، مالاگا، مونیخ، سانتیاگو د کمپوستلا، سن پابلو، والنسیا، زوریخ فصلی: اسخیپول آمستردام، آستوریاس، بوردو–مریگناک، بروکسل، کاتانیا-فونتاناروسا، کاردیف، پره‌تولا لیل، لیون-سینت اگزوپری، مارسی پروانس، اورلی، رن - سن-ژاک، لئوناردو دا وینچی-فیومیچینو، تولوز-بلانیاک | A, D   |
| ویز ایر                                               | فصلی: بوداپست فرنک لیست، کلوژ-نپوکا | A      |

### باری
| شرکت‌های هواپیمایی | مقصدهای پروازی                                   |
| ----------------- | ------------------------------------------------ |
| Swiftair          | بارسلونا-ال پرات، مادرید-باراخاس، ایبیزا، منورکا |